# Ioan Marinescu
Ioan Marinescu (n. 3 decembrie 1927) este un fost deputat român în legislatura 1992-1996, ales în municipiul București pe listele partidului PRM.